# 毛里齐奥·洛西
毛里齐奥·洛西（義大利語：Maurizio Losi，1962年9月12日—），意大利男子赛艇运动员。他曾代表意大利参加世界赛艇锦标赛，获得四枚金牌，均来自男子轻量级八人单桨有舵手项目。